# Leonardo Attuch
Leonardo Rezende Attuch (nacido el 12 de mayo de 1971) es un periodista, editor, escritor brasileño y fundador de Brasil 247.

## Carrera profesional
En 2011, Attuch creó Brasil 247, uno de los principales sitios de medios progresistas de Brasil.

## Premios
- Premios Citibank a la Excelencia en Periodismo de abril de 2004, en la categoría de Información Económica.[5][6]

## Libros
- Incumplimiento de contrato: la pesadilla de los brasileños (con Murillo Mendes). Folio, 2009.
- El IPC que estremeció a Brasil: el backstage de la prensa y los secretos del PT. Futuro, 2006.[7][8]
- Saddam, el amigo de Brasil: la historia secreta de la conexión de Bagdad, sobre los vínculos geopolíticos entre Brasil e Irak. Ed Qualitymark, 2003.[9]
- Eike, el hombre que vendió tierras en la luna.
- De periodista a youtuber, cómo crucé el puente. Editorial de Ed Kotter.[10]